# Броди (станція)
Бро́ди — проміжна залізнична станція Рівненської дирекції Львівської залізниці.
Розташована у місті Броди Золочівського району Львівської області на лінії Здолбунів — Красне між станціями Радивилів (10 км) та Заболотці (13 км).
На території вокзалу встановлена система відеоспостереження. Поруч розташована автобусна станція. Вокзал розташований за адресою площа Привокзальна, 1.

## Історія
Акційним товариства ім. Карла Людвіга у 1869 році було прокладено залізничну колію від Львова до Бродів. Оскільки станція Броди розташовувалася на кордоні Австро-Угорщини із Російською імперією, вона мала велике торговельне, економічне та стратегічне значення — саме через цю лінію йшла велика кількість товарів, звідси починався шлях до Росії або Європи.
1873 року було прокладено колію в бік Російської імперії — до станції Радзивилів і аж до 1918 року станція була прикордонною.
Із прокладенням залізничного сполучення у Бродах будується вокзал. Це була двоповерхова споруда з критим пероном, у якій перед І світовою війною містились офіси цісарсько-королівських чиновників (адміністрація залізниці, митний, поштовий і телеграфічний уряди, представництво комісаріату поліції). Тут були кімнати відпочинку трьох класів, ресторан, аптека, карти залізниць, розклади руху поїздів. Будівля вокзалу була сильно пошкоджена під час І світової і українсько-польської воєн. У міжвоєнний період польська влада провела реконструкцію вокзалу. У кінці 1920-их років на вокзалі містилися залізнична книгарня «Рух». У вересні 1939 і червні 1941 р. вокзал був бомбардований німецькою авіацією. Під час бойових дій березня-липня 1944 р. споруда старого бродівського вокзалу була знищена.
У 1954 році будується новий вокзал у стилі сталінського ампіру. Улітку 2007 завершено капітальний ремонт вокзалу.
| № поїзда | Сполучення                      | Назва       | Власник          | примітка                   |
| -------- | ------------------------------- | ----------- | ---------------- | -------------------------- |
| 13/14    | Київ-Пасажирський — Солотвино І |             | Південно-Західна |                            |
| 43/44    | Івано-Франківськ — Київ         | Прикарпаття | Львівська        |                            |
| 45/46    | Ужгород — Лисичанськ            |             | Львівська        | Останні 2 вагони півд зал. |
| 133/134  | Івано-Франківськ — Миколаїв     |             | Одеська          | через Херсон               |
| 231/232  | Івано-Франківськ — Генічеськ    |             | Придніпровська   | Щоліта                     |
| 243/244  | Івано-Франківськ — Бердянськ    |             | Придніпровська   | Щоліта                     |
| 803/804  | Львів — Рівне                   | Полісся     | Львівська        |                            |
| 805/806  | Львів — Рівне                   | Полісся     | Львівська        | по 5, 7 днях тижня         |

## Розклад руху приміських поїздів
- Красне — Здолбунів: 04:57
- Рівне — Львів: 05:51
- Здолбунів — Львів: 10:49
- Львів — Здолбунів: 11:54
- Львів — Рівне: 20:06 — 20:28
- Здолбунів — Красне: 20:13

## Сполучення із Тернополем
У Тернопіль можна дістатися електропотягом, пересівши у Красному. Можна замовити квиток, який дійсний до Тернополя, попри пересадку.
Також із 6 березня 2015 курсує регіональний поїзд Ковель — Тернопіль із місцями для сидіння різних категорій.

## Галерея

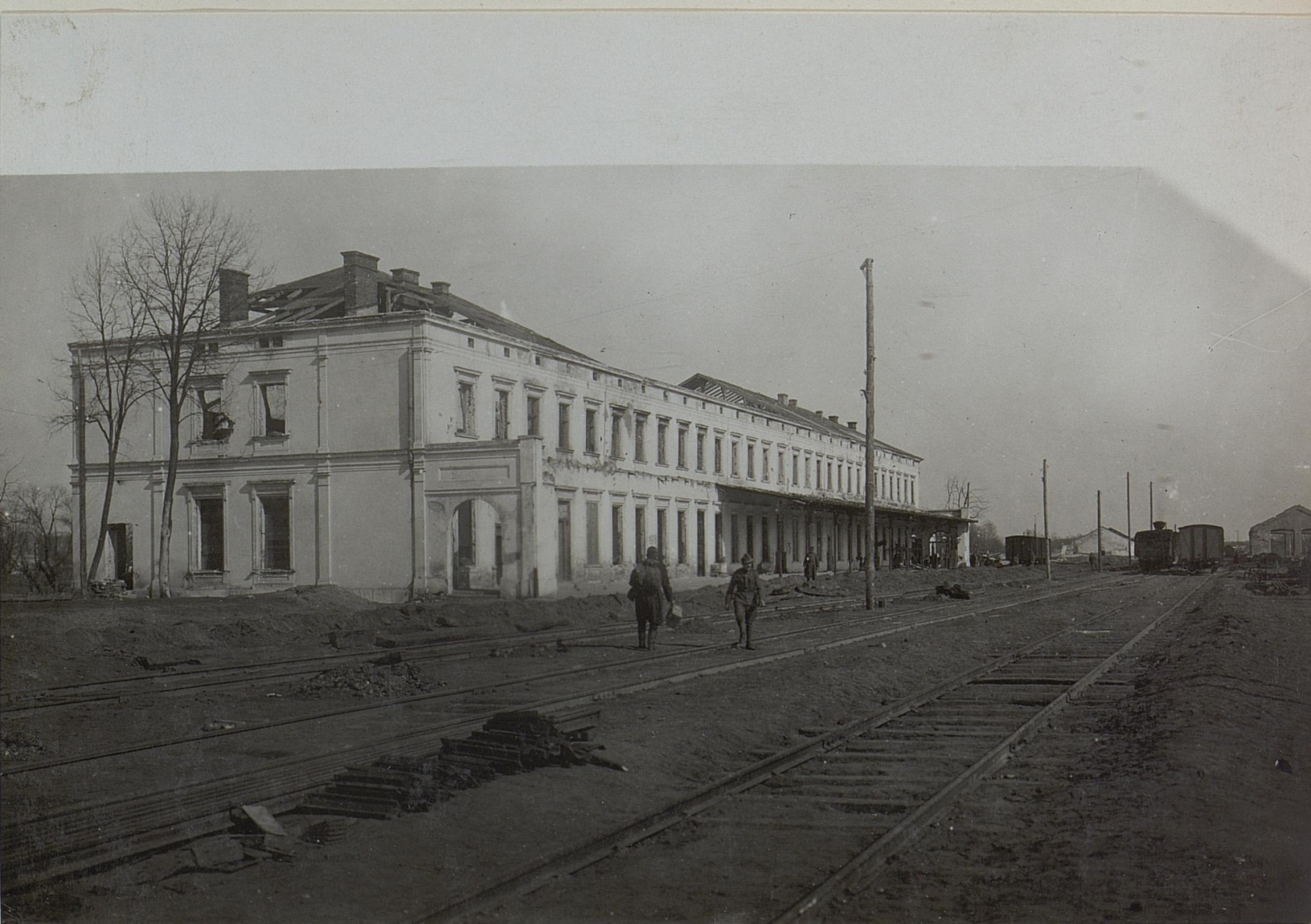
Станція після першої світової
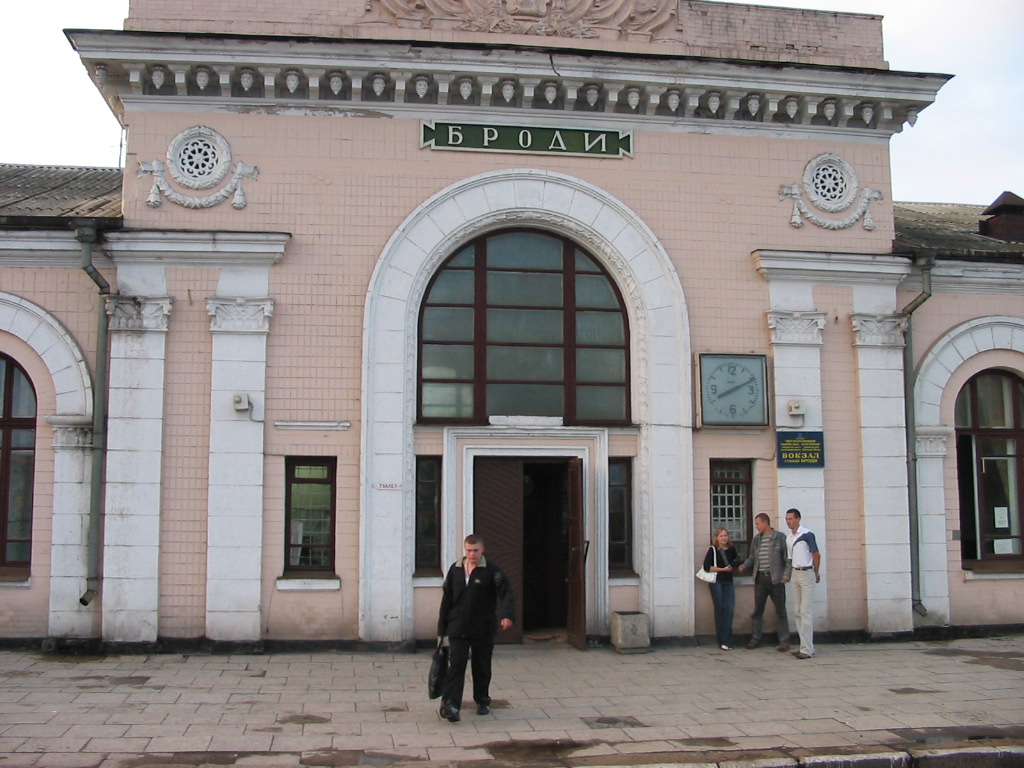
Вигляд перед капітальним ремонтом 2007 року
Вигляд після капітального ремонту 2007 року
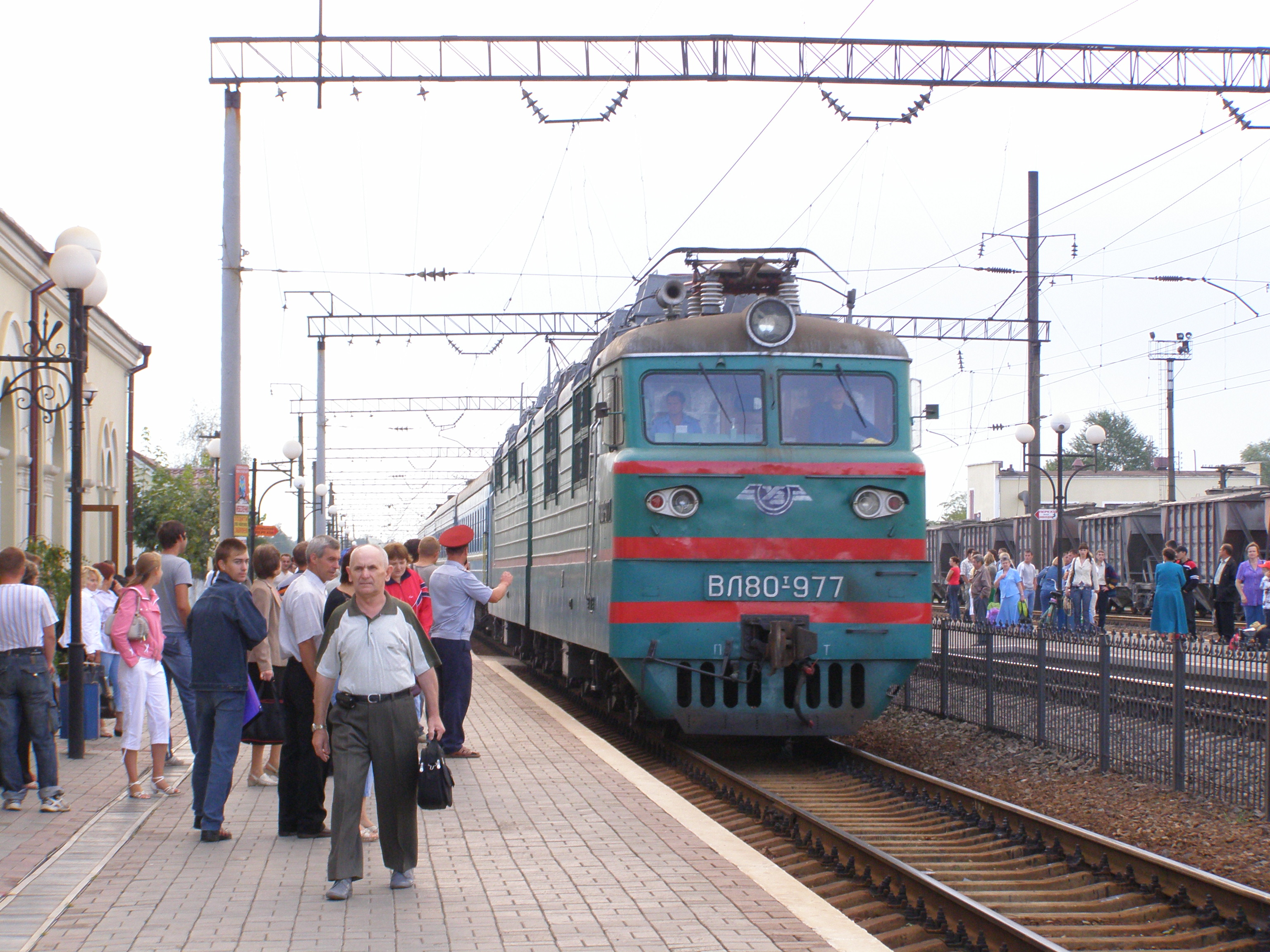
Перша платформа
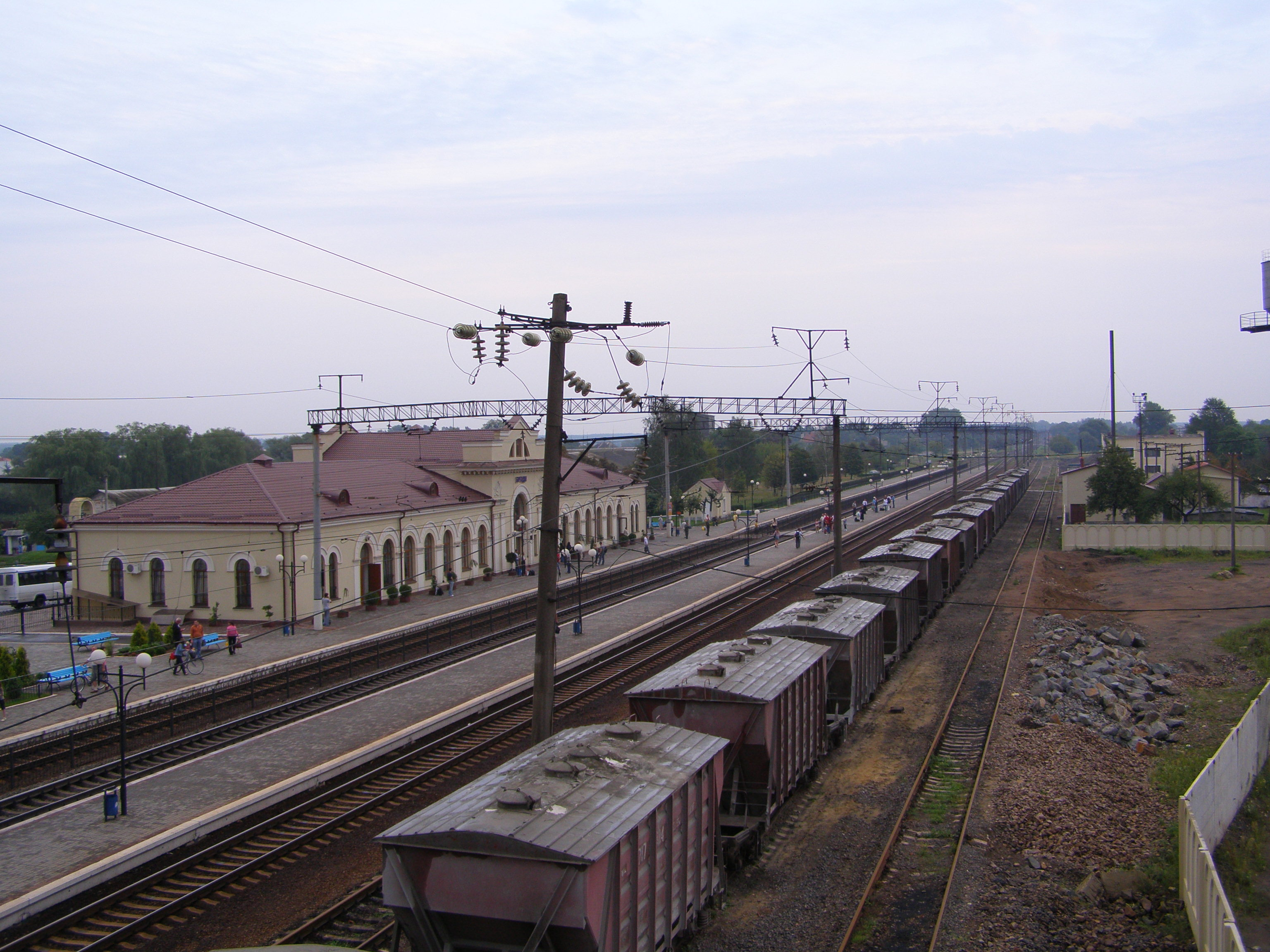
Вид із пішохідного мосту
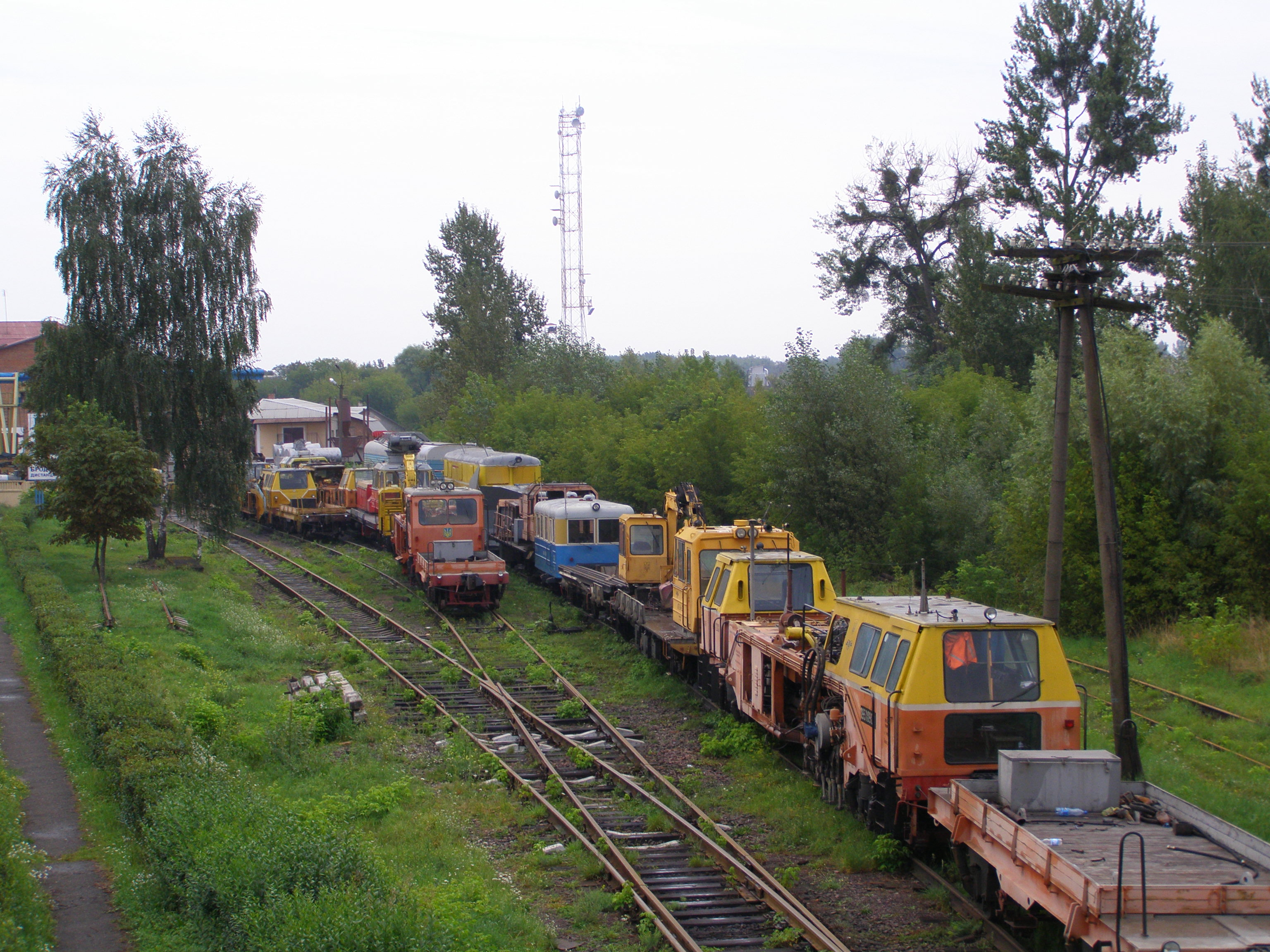
Техніка